# Club Deportivo Litoral
El Club Deportivo Litoral és un club de futbol bolivià de la ciutat de La Paz.
El club va ser fundat el 23 de març de 1932. Fou el representant de Bolívia al Campionat Sud-americà de Campions de 1948.

## Palmarès
- Campionat bolivià de futbol:[3]
  - 1954
- Campionat de La Paz de futbol: 
  - 1947, 1948, 1949, 1954, 1972, 1983, 1991, 2001